# جوش ويلسون (لاعب كرة قاعدة)
جوش ويلسون (بالإنجليزية: Josh Wilson)‏ هو لاعب كرة قاعدة أمريكي، ولد في 26 مارس 1981 في بيتسبرغ في الولايات المتحدة.

## وصلات خارجية
- جوش ويلسون على موقع دوري كرة القاعدة الرئيسي (الإنجليزية)
- جوش ويلسون على موقعبيزبول رفرنس.كوم (الدوري الرئيسي) (الإنجليزية)
- جوش ويلسون على موقعبيزبول رفرنس.كوم (الدوري الثانوي) (الإنجليزية)
- جوش ويلسون على موقع إي إس بي إن.كوم (أم.أل.بي) (الإنجليزية)
- جوش ويلسون على موقع مشجعي الرسوم البيانية (الإنجليزية)